# Крокуючий хід
Кроку́ючий хід (рос. шагающий ход, англ. walking traveling gear, нім. Schreitwerk n, Schreitgang m) — тип ходового обладнання гірничих машин, головним чином драґлайнів середньої та великої потужності. 
Типи ходових пристроїв за конструкцією механізмів крокування поділяються на ексцентриковий, корбово-важільний, важільно-хитний з гідравлічним приводом. 
Характеризується малим тиском на ґрунт (40—99 кПа) і простотою будови порівняно з гусеничним ходом.